# Modern Times (álbum)
Modern Times —en español: Tiempos modernos— es el trigésimo segundo álbum de estudio del músico estadounidense Bob Dylan, publicado por el sello Columbia Records el 29 de agosto de 2006. El álbum, que produjo el propio Dylan bajo el seudónimo de Jack Frost y que grabó con la banda habitual en su gira Never Ending Tour, mantuvo la incursión en géneros musicales como el rockabilly, el blues y el americana, al igual que en su predecesor, "Love and Theft".
El álbum supuso el tercer trabajo de estudio consecutivo, tras Time Out of Mind y "Love and Theft", en obtener el respaldo de la gran mayoría de la prensa musical, que lo definió como una de sus obras maestras. Sin embargo, Modern Times también creó polémica debido al uso de arreglos musicales procedentes de canciones de dominio público y a la reproducción de versos del poeta Henry Timrod que Dylan no acreditó en el álbum.
En el plano comercial, Modern Times se convirtió en el primer trabajo de Dylan en debutar en el primer puesto de la lista estadounidense Billboard 200 desde Desire, publicado treinta años antes, con 192 000 copias vendidas durante su primera semana. Con 65 años, Dylan se convirtió en el músico más viejo en alcanzar el primer puesto en la lista Billboard 200 hasta que fue desbancado por Tony Bennett en 2011. Además, Modern Times alcanzó el primer puesto en las listas de discos más vendidos de Australia, Canadá, Dinamarca, Irlanda, Noruega, Nueva Zelanda y Suiza, debutó en el puesto dos en Alemania, Austria y Suecia, y entró en el puesto tres en el Reino Unido y en los Países Bajos, con cuatro millones de copias vendidas a nivel mundial dos meses después de su publicación.
Modern Times se convirtió en el tercer álbum consecutivo en alcanzar el primer puesto de la encuesta Pazz & Jop de Village Voice, tras "Love and Theft" y Time Out of Mind en 2001 y 1997 respectivamente. Por otra parte, la revista Rolling Stone situó al álbum en la primera posición de la lista de los cincuenta mejores álbumes de 2006 y en la octava posición en la lista de los 100 mejores álbumes de la década de 2000.

## Historia
Tras realizar los primeros ensayos entre enero y febrero de 2006 en el Bardavon 1869 Opera House de Poughkeepsie, Nueva York, Dylan grabó Modern Times en los Clinton Studios de Nueva York con su habitual banda en la gira Never Ending Tour, formada por el bajista Tony Garnier, el batería George Receli y el multinstrumentista Donnie Herron, quienes también participaron previamente en la grabación de Together Through Life y Tempest en 2009 y 2012 respectivamente. La grabación también contó con los guitarristas Stu Kimball y Denny Freeman en sustitución de Charlie Sexton y Larry Campbell.
Aunque tras su publicación Modern Times fue considerado como el tercer álbum de una trilogía conceptual que comenzó con Time Out of Mind, el propio Dylan desechó esa idea en una entrevista en la revista Rolling Stone. Según el músico: «Podríamos pensar en "Love and Theft" como el comienzo de una trilogía, si es que va a haber una trilogía».
Tras la filtración del álbum en algunos programas de BitTorrent, su publicación se adelantó en algunos países de Europa, entre ellos Alemania e Irlanda, al 25 de agosto. En el Reino Unido, Modern Times fue publicado el 28 de agosto, mientras en Estados Unidos su estreno tuvo lugar a través de XM Satellite Radio, la estación de radio vía satélite que albergó el programa de Dylan Theme Time Radio Hour.

## Controversia
La publicación de Modern Times generó cierto debate en varios medios de comunicación en torno al uso sin acreditar de arreglos musicales y versos de canciones y poemas de dominio público, dado que las canciones del álbum fueron acreditadas como «compuestas por Bob Dylan» en su conjunto.

### Arreglos musicales
La mayoría de las canciones de Modern Times presentan arreglos musicales de canciones antiguas:
- «Thunder on the Mountain» incluye un verso basado en la canción «Ma Rainey» de Memphis Minnie, en el que Dylan sustituye las referencias a Ma Rainey y a su lugar de nacimiento, Georgia, por Alicia Keys y Hell's Kitchen. La referencia a Keys fue incluida por la revista Rolling Stone en la lista de los «diez gritos más extraños en canciones».[10] Además, los riffs de guitarra son típicos de los discos más conocidos de Chuck Berry, con una melodía cercana a «Let It Rock».[11]
- «Rollin' and Tumblin'» es un estándar del blues escrita y grabada por primera vez por Hambone Willie Newbern. Un arreglo similar al de Modern Times pero con una letra diferente fue popularizada por Muddy Waters. Salvo por el primer verso, la letra de Dylan es nueva.
- «When the Deal Goes Down» está basada en la melodía de «Where the Blue of the Night (Meets the Gold of the Day)», una canción de Bing Crosby.
- «Someday Baby» está basada musicalmente en «Worried Life Blues», un clásico grabado por Sleepy John Estes y popularizado en sucesivas versiones por Lightnin' Hopkins y Muddy Waters. También es conocida con el título de «Trouble No More» y acreditada a Waters.
- El estribillo de «Workingman's Blues #2» incluye el verso «Meet me at the bottom, don't lag behind, bring me my boots and shoes» (lo cual puede traducirse al español como: «Espérame en el fondo, no te quedes atrás, traeme mis botas y mis zapatos»), similar al verso «Meet me at the bottom, bring me my boots and shoes» de la canción de 1946 «June's Blues», de la cantante de jazz June Christy. Un verso parecido, «Meet me in the bottom, bring me my running shoes», aparece en la canción de Willie Dixon «Down in the Bottom», una adaptación de «Rollin' and Tumblin'» grabada por Howlin' Wolf.
- «Beyond the Horizon» está basada en la canción «Red Sails in the Sunset», compuesta por Jimmy Kennedy y Hugh Williams en 1935 con la misma estructura básica y la misma melodía.
- «Nettie More» toma su título y parte de las estrofas de «Gentle Nettie Moore», una canción de 1857 compuesta por Marshall Pike y James Lord Pierpont, compositor del clásico «Jingle Bells». La canción también comparte una rima con «The Moonshiner», una canción tradicional folk que el propio Dylan grabó en 1963: «They say whiskey will kill ya, but I don't think it will» (lo cual puede traducirse en español como: «Dicen que el whiskey te matará, pero yo no creo que lo haga»).
- «The Levee's Gonna Break» está basada en la canción «When the Levee Breaks», de Kansas Joe McCoy y Memphis Minnie, versionada con anterioridad por grupos como Led Zeppelin y de dominio público desde 2004.
- «Ain't Talkin'» incluye un estribillo que parte de la canción «Highway of Regret» de The Stanley Brothers. La letra de la primera estrofa procede también de la primera estrofa de «As I Roved Out», una canción tradicional irlandesa.